# Марк II (радіотелескоп)
Марк II — радіотелескоп діаметром 38 м, розташований в обсерваторії Джодрелл-Бенк поблизу Густрі, графство Чешир, на північному заході Англії. Він був побудований в 1964 році на місці 66-метрового Транзитного телескопа.
Використовувався в автономному режимі, в редимі інтерферометра спільно з Лавеллівським телескопом (база 425 м), а також (найчастіше) як частина MERLIN — радіоінтерферометричної мережі з наддовгою базовою.

## Проєктування та будівництво
Телескоп був сконструйований Чарльзом Гасбендом за ініціативою Бернарда Лавелла, а проєктування почалося приблизно у вересні 1960 року. Запит на фінансування будівництва телескопа був поданий 19 грудня 1960 року, а влітку 1964 року телескоп почав працювати. Конструкція Марк II була пізніше використана при розробці радіоантени Гунгіллі і радіотелескопа Марк III.
Марк II спочатку був задуманий як прототип для більшого телескопа Марк IV, який так і не був побудований. Тому була використана еліптична параболічна антена 38,1 м на 25,4 м з фокусною відстанню 12,2 м. Еліптична тарілка не є оптимальною формою поверхні для астрономічних спостережень, однак для набагато більшого телескопа Марк IV така форма допомогла б зменшити висоту телескопа над землею.
Основа телескопа виконана з попередньо напруженого залізобетону. Телескоп має альт-азимутальне кріплення, розташоване на 54 сталевих роликах на рельсовому колі діаметром 12,8 м. Це був перший у світі телескоп, яким керував цифровий комп'ютер. Цей комп'ютер Ferranti Argus 104 мав пам'ять 12 кілобайтів. У 1971 році він був модернізований до Argus 400, а старий Argus 104 використовувався для керування оновленим Лавеллівським телескопом.
1974 року була висунута пропозиція модернізувати Марк II до Марк IIA. Модернізований телескоп мав би круглу апертуру діаметром 30,5 м (100 футів) і міг би працювати на довжинах хвиль до 6 мм, що дозволило б використовувати його як частину високочастотного компонента оригінального масиву MERLIN. Також планувалося, що телескоп буде використовуватися для дослідження спектральних ліній в міліметровому діапазоні. Однак оновлення так і не було схвалено.
Спочатку поверхня мала точність ±1/8 дюйма (3,2 мм). Ця точність була вищою, ніж у Лавеллівського телескопа, і дозволяла Марку II спостерігати на вищих частотах. У 1987 році за допомогою голографічної техніки поверхня була модернізована до точності 1/3 мм, що дозволило спостерігати на частоті 22 ГГц, на якій працює інтерферометр MERLIN. Нова поверхня кругла, вона була накладена поверх старої, так що тепер телескоп має розширення, схожі на вуха, де все ще видно стару поверхню.
Наприкінці 1990-х років у головному фокусі телескопа була встановлена нова, компактніша карусель для приймачів.

## Наукове використання
У 1970-х роках телескоп використовувався разом із Марк III для розробки фазостабільних інтерферометрів з довгою базою, що призвело до створення MERLIN. Телескоп використовувався як інтерферометр з Лавеллівським телескопом, щоб забезпечити точніші позиції радіоджерел, знайдених під час огляду 1972—1973 років. Було визначено, що положення одного радіоджерела збігається з парою слабких блакитних зір, і після проведення оптичних спостережень було встановлено, що це перша гравітаційна лінза. Більшість поточного спостережного часу Марка II витрачається на програму MERLIN та інші радіоінтерферометричні спостереження з наддовгою базою.

## Оцінка
10 липня 2017 року телескоп було включено до пам'яток архітектури ступеня I. Ступінь I є найвищою з трьох оцінок у списку та застосовується до будівель, які становлять «винятковий інтерес».